# Panzerkampfwagen V
A Panzerkampfwagen V Panther (jelentése párduc) a Harmadik Birodalom egy közepesharckocsi-típusa, melyet a második világháború alatt fejlesztettek ki és alkalmaztak. Német katonai jelölése Sd.Kfz. 171.

## Előzmények
A PzKpfw V Panther a Szovjetunió-beli nagy német páncélos veszteségeket volt hivatott csökkenteni, ugyanis a szovjetek korszerű T–34-ei megtizedelték az 1941-ben a keleti fronton szolgálatot teljesítő német harckocsikat (PzKpfw III és IV-eseket).
A Panther besorolása tömeg szerint: a Panther megnevezése bizonytalanságot kelt, a németek esetenként közepesnek, máshol nehéznek minősítették a Panther harckocsit. A tömege alapján azonban (44 800 kg) ugyanúgy a nyugati szövetségesek, mint a szovjetek értelmezése szerint a nehézharckocsik közé tartozott (az amerikai Pershingek és a szovjet ISZ-típusú harckocsik voltak hasonló tömegkategóriában). A Panther tömeg szerinti besorolása egy egyszerű módszerrel eldönthető, aminek lényege a közepes és a nehéz harckocsik tömegadatainak összevetése a Panther tömegével. Ennek alapján a Panther egyértelműen a nehézharckocsi kategóriába sorolandó.
1941. november 18-án egy különleges bizottság érkezett a Szovjetunióban harcoló 2. Páncélos hadtesthez, hogy felmérjék a helyzetet, és felállítsák azokat a követelményeket, amelyek szerint fejlesztik ki az új harckocsit. Ennek keretében beszéltek a német páncélostisztekkel, és megtekintettek pár zsákmányolt T–34-est. A csoport tagjai, Porsche professzor, Oswald (az MAN mérnöke) és dr. Aders (Henschel). A fejlesztéssel párhuzamosan foglalkozott a Daimler Benz és a MAN. A Daimler-Benz prototípusa, a VK3002 külsőleg szinte a T–34-es pontos mása volt, és ez a fronton problémákhoz vezetett volna, ezért a gyár megszakította a projektet. A MAN prototípusa sokkal ígéretesebbnek mutatkozott, nagyobb volt a hatótávolsága, mint a Daimler-Benz változatnak, és benzin-üzemű motorral volt felszerelve. A MAN két darabot gyártott le (VK 3002 (M) és VK 3003 (M)), és mindkettőt tesztelték az Eisenach melletti gyakorlópályán. A sikeres tesztek után elindították a gyártást, a harckocsikat a MAN, a Daimler-Benz, a Henschel und Sohns AG és a Maschinenfabrik Niedersachsen Hannover (MNH) nehézgépgyárakban készítették – egy harckocsi gyártási költsége 117 000 birodalmi márka volt.
A VK3002 (M) prototípus a Guderian-bizottság által megkövetelt kiegyensúlyozott mozgékonyság-védettség-tűzerő paramétereket testesítette meg, ugyanakkor a (korai változatnál) 650 LE teljesítményű karburátoros Otto-motor, a 40–80 mm közti döntött-hegesztett
síklemezekből kiképzett páncéltest és torony, illetve a korábbi fejlesztésekre épülő átlapolt futómű gyártása technológiai szempontból megoldhatónak bizonyult. A hétfokozatú ZF AK 7-2000 váltómű megfelelő mozgékonyságot biztosított. A 7,5 cm-es űrméretű KwK 42 L/70-es löveg teljesítménye előre láthatóan évekig elegendő bármely páncélozott célpont leküzdésére.

## Gyártás
A háború alatt több Németországgal szövetséges állam is érdeklődött a Panther iránt: a harckocsi licencét Magyarország is meg akarta venni, de a németek a licencért 200 millió márka uzsoraárat kértek. A 200 db-os magyar gyártás minden egyes harckocsiját 1 000 000 birodalmi márka terhelte volna csak licencköltség címén, ez pedig sokkal több volt, mint a jármű valós ára, így érthetően a magyar fél elállt a vételi jogtól.
1943-ban Svédország megvett egy Ausf. A- t. Ugyanezen év februárjában intenzív német-olasz megbeszélések folytak egy olasz Fiat-gyár Panther-gyártásra való felkészüléséről. A MAN már el is készítette a gyártáshoz szükséges gépsort, de az olasz kapituláció megakadályozta a terv megvalósulását.
Japán is megrendelt egy Panther-t és egy Tiger H1-et, azonban ezeket soha nem küldték el a távolkeleti országba.

## Szerkezeti kialakítás

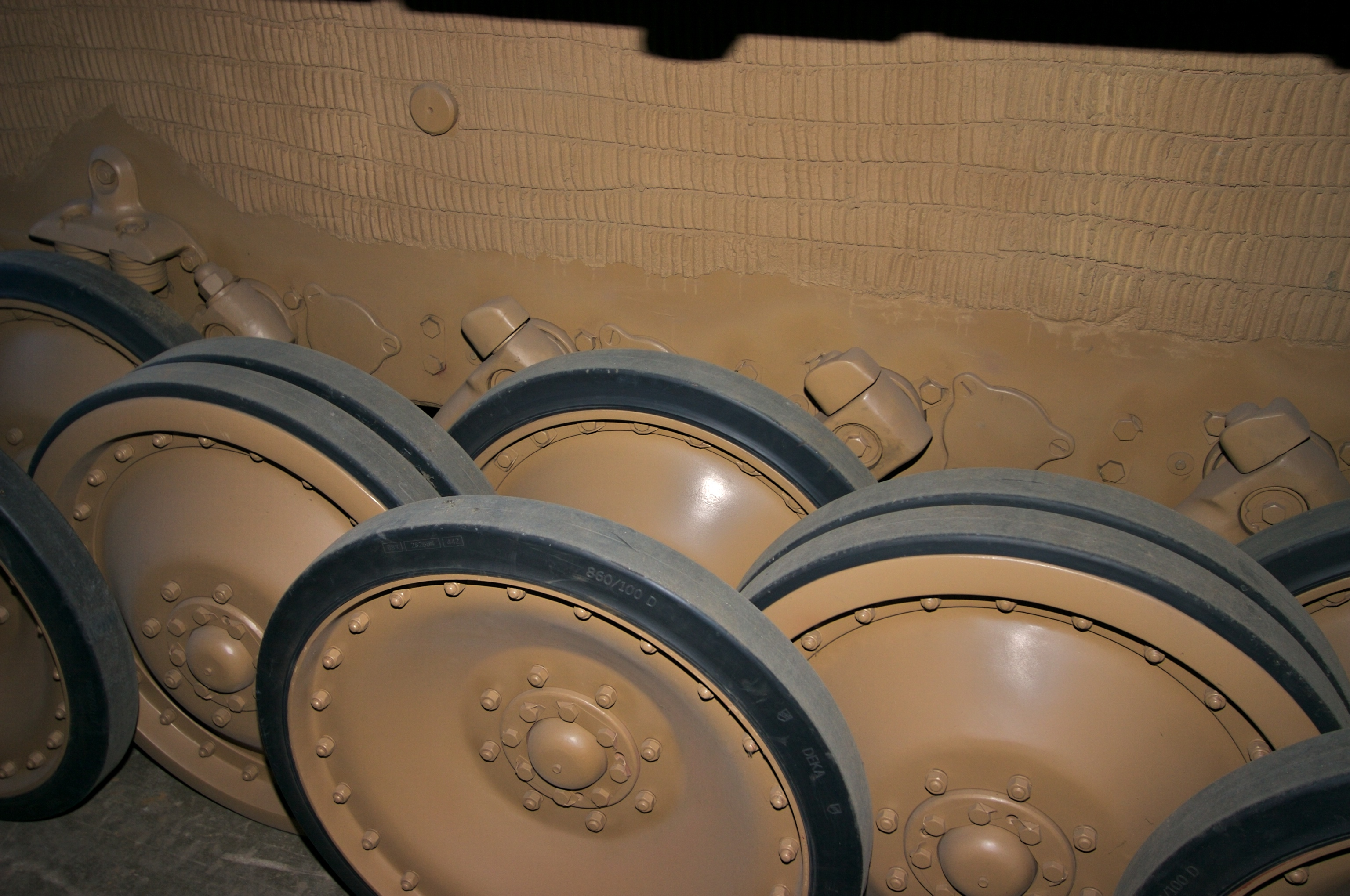
Egy Panther futógörgői, az oldalpáncélt zimmerittel kenték be. A futómű karbantartását nagyban megnehezítette, hogy több görgőt el kellett távolítani a szereléshez

### A harckocsiágyú
A Panther fő fegyvere a 7,5 cm KwK 42 páncéltörő ágyú volt. Az ágyúcső hossza névlegesen 70 űrmérethosszú volt (L/70), ténylegesen 67,3 volt a cső űrmérethossza, azaz 5250 mm, a csőszájfékkel együtt 5535 mm. Az ágyúkat a düsseldorfi Rheinmetall-Borsig és a brünni Zbrojovka gyár készítette. Az ágyú tömege 1084 kg volt csőszájfékkel, lövegpajzzsal együtt pedig 2650 kg. Az D és A változatokba 79 db, míg a G változatba 82 db lőszert lehetett málházni háromféle típusból: Panzergranate 39/42, a repesz-romboló Sprenggranate 42 és a volfrám-karbid-magvas Panzergranate 40/42.
| Név        | Típus                                   | Tömeg   | Kezdősebesség | 100 m  | 500 m  | 1000 m | 1500 m | 2000 m |
| ---------- | --------------------------------------- | ------- | ------------- | ------ | ------ | ------ | ------ | ------ |
| PzGr 39/42 | páncéltörő gránát                       | 6,8 kg  | 925 m/s       | 138 mm | 124 mm | 111 mm | 99 mm  | 88 mm  |
| PzGr 40/42 | volfrám-karbid-magvas páncéltörő gránát | 4,75 kg | 1120 m/s      | 194 mm | 174 mm | 150 mm | 127 mm | 106 mm |
| SprGr      | repeszgránát                            | 6,5 kg  | 550 m/s       | 10 mm  | 4 mm   | -      | -      | -      |
| Smoke      | füstgránát                              | 6,5 kg  | 762 m/s       | -      | -      | -      | -      | -      |

- Az adatok 30°-os becsapódási szög mellett értendők.

A Párduc lövege gyakorlatilag minden ellenséges harckocsit képes volt kilőni. Az ágyú a hatásos optikával párosulva lehetővé tette, hogy 1000 méteres lőtávolság esetén 97 százalékos találati arányt érjenek el az első lövéssel. Az első lövés találati aránya még 2500 méteres lőtávolság esetén is 29 százalék volt.
Az 1944-45-ös időszakban a Párduc-hoz a képességeket tekintve a legközelebbi ellenfele a szovjet ISz-2 nehézharckocsi volt, amit jelentősen nagyobb űrméretű, 122 mm-es löveggel láttak el. Viszont a szovjet harckocsi számára súlyos probléma volt, hogy a 122-es löveg lövedéke nagyon nehéz volt és a lőszer osztott volt, vagyis két részben kellett betölteni. Ezért míg a Párduc tűzgyorsasága percenként 4 lövés volt, addig a ISZ–2 esetében ez a percenként egyhez állt közelebb.[forrás?]
Az újabb generációs német nehézharckocsik ellen alkalmazták az SZU–152 majd az ISZU–152 rohamlövegeket is, amiknek egy 152 mm-es ágyútarackja volt. Ugyan az nagy károkat tudott okozni, de a nagyon nehéz, 43 kilogrammos lövedék miatt a tűzgyorsasága alacsony volt, ami hátrányos volt. Emellett a szovjet rohamlövegek másik problémája az volt, hogy limitált volt a lőszerkészlet.

### A motor

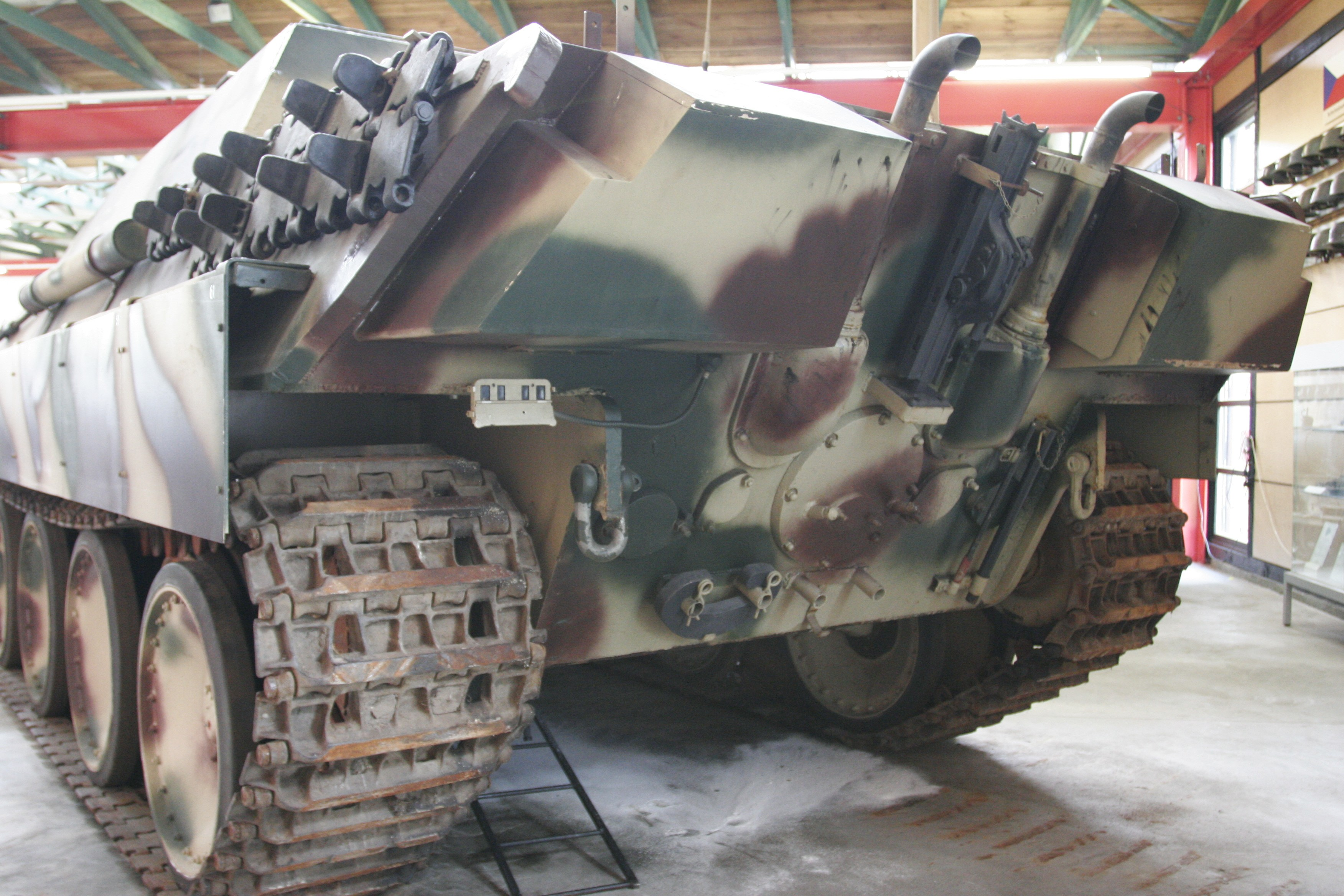
Egy Sd.Kfz. 173 Jagdpanzer farpáncélja. Jól megfigyelhetőek a kipufogók, közöttük az emelő és a két nagyméretű szerelődoboz

A harckocsit Maybach HL 230 P30, illetve Maybach HL 210 P45 (Tiger I) típusú motorok hajtották. A motor 3000-es fordulatszámon 700 lóerő teljesítményt adott, a gyakorlatban azonban leszabályozták a túlmelegedés és az élettartam-növelés céljából 2500-as fordulatszámra. Az üzemanyag 74-es oktánszámú benzin volt, az 5 db benzintartály és az üzemanyagrendszer összesen 730 liter befogadására volt képes.

### Terepjáró-képesség
A Párduct a kezdetektől fogva széles lánctalpakkal (660 mm) és nagy hasmagassággal (57 centiméter) tervezték. Ez által olyan mély hóban és annyira sáros terepen is haladni tudott, ahol egy Sherman elakadt volna. Ezt a különbséget a nyugati harckocsizók több alkalommal megfigyelték és feljegyezték.

### Védettség
A Párduc páncélzatát szemből a Sherman M4A2 verziója még közvetlen közelről sem tudta kilőni. A T-34-s újabb, 1944-ben megjelent és erősebb löveggel ellátott verziója is csak akkor tudta kilőni a német tankot, hogyha 500 méternél közelebb jutott hozzá.
Viszont később újabb ellenfelek jelentek meg a csatatereken, köztük a ISZ–2 nehézharckocsik. Az újabb orosz nehézharckocsik képesek voltak a Párducot 1500 méterről kilőni.
A német harckocsi-fejlesztést irányító Wa Prüf 6 kísérletezett azzal, hogy a Párduc-ot a páncélzata mennyire védi meg az ISz-2-es 122 mm-es lövegétől, és arra jutottak a tesztek alapján,  hogy amennyiben a Párduc tankot 30 fokos szögben állítják fel, úgy a szovjet löveg azt a páncéltest elején még közvetlen közelről sem tudta kilőni. Emellett ilyen szögből még az alsó lemezt is csak 100 méternél közelebbről tudta a szovjet löveg átlőni. A német tank tornyát viszont 1500 méterről ki tudta lőni.
Hátulról és oldalról, ahol gyengébb volt a páncélzata, a ISz-2-es lövege akár 3500 méterről is kilőtte a Párduc-t.
Emellett a szovjet 122-es löveg akkor is kárt tudott tenni egy tankban, hogyha nem tudta átütni annak a páncélzatát. Ennek az volt az oka, hogy a szovjet lövedéknek akkora volt a tömege és így mozgási energiája, hogy a célpontra egy nagy ütést mért, ami károkat okozott. Ezen okból az eltalált harckocsi még a páncélzat átütése nélkül is harcképtelenné vagy mozgásképtelenné válhatott, akár darabokra is eshetett.[forrás?]
A Párduc egy másik legendás ellenfele az ISZU–152 rohamlöveg volt, ami 152 mm-es ágytarackkal rendelkezett. Ugyan az ISZU elsősorban rohamlöveg volt, de amikor alkalom volt rá, akkor alkalmazták páncélvadászként is. A löveg által kilőtt lövedék tömege 43 kilogramm volt, ami miatt óriási károkat tudott okozni, tönkretehette egy harckocsi futóművét, vagy leszakíthatta a tornyát.
A típust az A verziótól kezdve ellátták köténypáncélzattal, ami fokozta a páncélos oldalának a védettségét. Ennek a kiváltó oka a szovjet haderő által alkalmazott nagy számú páncéltörő-puska volt. Később viszont a nyugati csapatok által alkalmazott páncéltörő fegyverek ellen is jól jött (pld: Bazooka).
Az A verziótól kezdve emellett a típus kapott Zimmerit antimagnetikus anyagot is, amit a jármű külső felületére hordtak fel. Viszont a Zimmerit alkalmazásával 1944 szeptemberétől kezdve felhagytak.

## Típusváltozatok
Még a tömeggyártás megkezdése előtt legyártottak 20 darab nulladik sorozatbeli harckocsit, Ausführung A jelzéssel (jelentése A változat) – ennek természetesen semmi köze nem volt az 1943 szeptemberétől gyártott Ausf. A változathoz. Erről a változatról kevés kép maradt fenn, a Panzer Lehr páncéloshadosztály használta a harckocsizók kiképzésére. Valószínűleg ennek a hadosztálynak a kötelékében jutott el 1944-ben a nyugati frontra, Normandiába. 1943 februárjától ezt a változatot Ausf. D1-nek nevezték.

### D változat

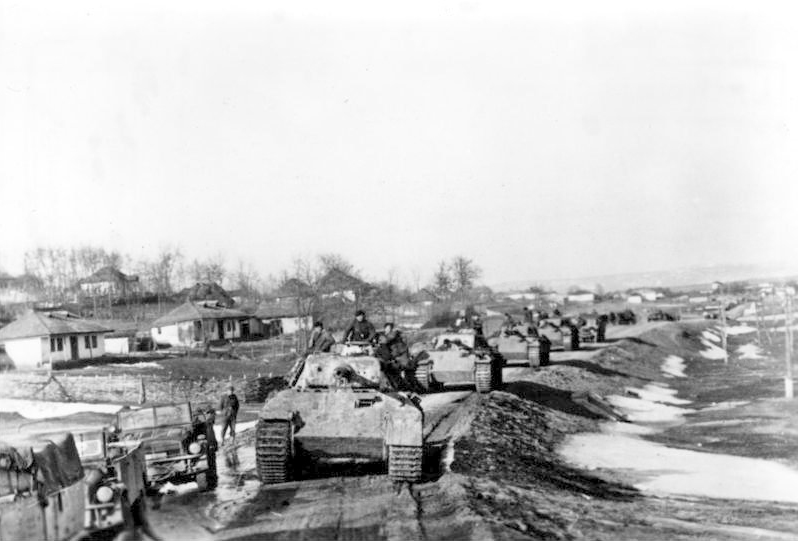
A Grossdeutschland páncélgránátos-hadosztály harckocsiezredének Ausf. D Panther-ei támadás előtti menetben a romániai Jászvásár közelében 1944. április elején

Az első nagy számban gyártott változatot D betűvel jelölték meg, a B és C jelzést nem alkalmazták. Az Ausf. D változat alig különbözött valamiben a prototípustól: a harckocsiágyú csőszájfékét és a parancsnoki kupolát módosították. A homlokpáncélba épített MG 34 géppuska menethelyzetben a harckocsi belsejében lett rögzítve, csak a tüzelés előtt helyezte el bölcsőjében a rádiókezelő. Az 1943 második felében épített harckocsik ferde lemezeinek felületeit zimmerit pasztával kenték be és oldalaikra 10 mm vastag acéllemezeket, kötényezést szereltek fel. A torony bal oldalán kör alakú, belülről zárható nyílást alakítottak ki a kilőtt töltényhüvelyek kidobálására. A harckocsit két Bosch-reflektorral is felszerelték.

### A változat

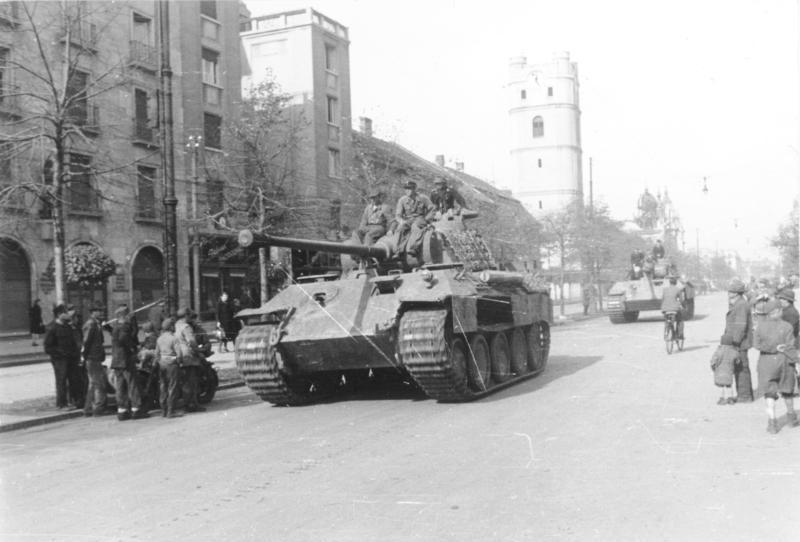
Német Panther Ausf. A harckocsik menetben Debrecenben a Piac utcán, 1944 október közepén. Háttérben a „Csonkatemplom”

Az Ausf. A változatot 1943 szeptemberének végétől kezdték el gyártani a kurszki csata keserű tapasztalatai alapján. Ennek a változatnak módosították a parancsnoki kupoláját, az ún. "szemeteskosár" került rá, amit elláttak légvédelmi feladatokra alkalmas, körbeforgatható állvánnyal az MG 34 számára, illetve a homlokpáncélban lencse alakú acélburokba helyezték el a védőgéppuskát, továbbra is a rádiós kezelte szükség esetén. Módosították a motor kipufogórendszerét és hűtését, eltüntették a torony bal oldalának kör alakú ajtaját, módosították az ágyú céltávcsöveit és a reflektorok számát egyre csökkentették.

### G változat
1944 márciusától indult az Ausf. G gyártása, amely főként a készülő Jagdpanzer V (propagandanevén Jagdpanther) páncélvadász gyártása miatt került kifejlesztésre. Ezt a változatot gyártották a legnagyobb számban. A homlokpáncélról eltűnt a harckocsivezető kilátónyílása (csökkentve ezzel a páncéllemez gyengítését), helyette a vezető fölé egy körbeforgatható periszkópot szereltek, továbbá vastagságát 60 mm-ről 80 mm-re növelték. A harckocsitest oldalpáncél-lemezeinek dőlésszögét 61 fokra változtatták (az Ausf. D és A-é 50 fok volt) és hátrafelé lejtve alakították ki, kis mértékben ugyan, de növelve az oldalvédelmet. Az oldalankénti 3 db lengéscsillapítóból csak 2 db-ot hagytak meg, a hátsókat kiszerelték. Tovább javították a motor hűtését, a bal oldali szellőztető ventilátorra egy plusz ventilátort helyeztek, mely a motorból kiáramló meleg levegőt visszafújta a beltérbe, ez a korszerű fűtőberendezés (német nevén: Kampfraumheizung, jelentése: legénységi fűtőberendezés) szolgáltatta télen a fűtést a harckocsiban. Később a G változat motorhűtési megoldásait a szovjet harckocsigyártók is behatóbban vizsgálták. A harckocsiágyú tisztítókészletét befogadó tartályt a bal oldalpáncélra, majd a kései gyártású példányoknál, 1944 nyarától a farlemez fölé szerelték fel. Néhány sorozatnak a Tiger-ek gumírozás nélküli acélgörgői voltak feltéve. Meglétüket pusztán a gumi alapanyag hiánya jelenti, műszaki szempontból nem volt jelentősége (a harctereken előfordult vegyesen felszerelt futóművű Panther harckocsi is).

### Jagdpanzer V

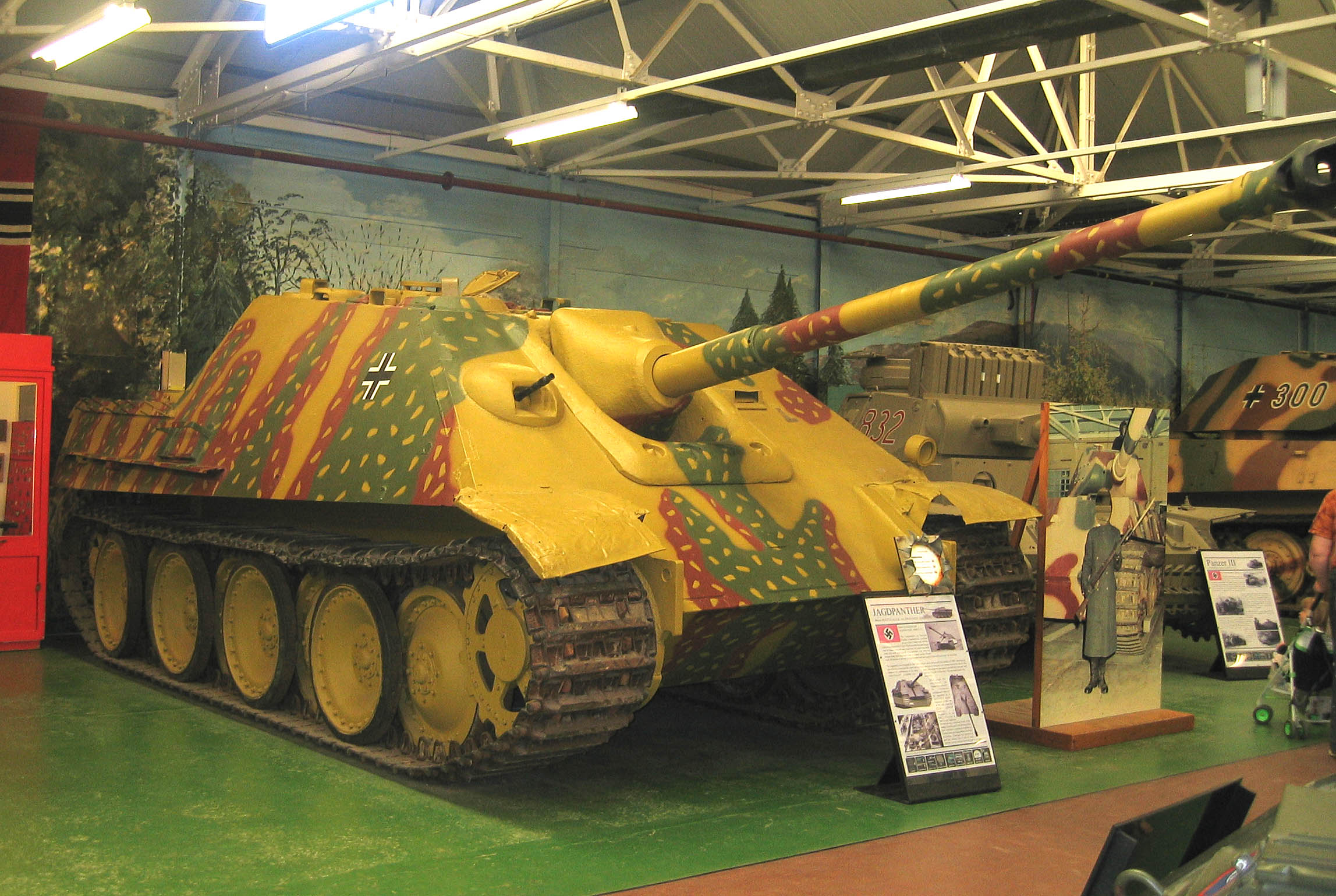
A brit bovingtoni múzeumban kiállított kései Jagdpanzer 2005. június végén

1942 januárjának elején az esseni Krupp-művek egy 8,8 cm-es ágyúval felszerelt páncélvadász (vagy másként vadászpáncélos) kifejlesztésére kapott megrendelést. A gyár júniusra elkészült egy kísérleti járművel, melynek tömege 30 000 kg lett, a homlokpáncél 80 mm, az oldalsó 60 mm vastag volt. A Pzkpfw V alvázára épült. A prototípust egyáltalán nem tesztelték, és augusztusban inkább egy nehezebb páncélvadász megtervezése mellett döntöttek, amelynek alapjául a MAN VK3002 prototípusa szolgált. Októberre és novemberre elkészültek a modellek (fából, 1:10, majd pedig 1:1 méretarányban). 1943 elején beindult a gyártás, a braunschweigi Mühlenbau und Industrie AG (MIAG) és a hannoveri Maschinenfabrik Niedersachsen gépgyárakban. A harckocsi 8,8 cm-es KwK 43/2-es agyúval, és egy MG 34-es géppuskával volt felszerelve. A homlokpáncél vastagsága szintén 80 mm volt.

### Bergepanther nehézvontató
A sérült, vagy a harctéren kilőtt, de visszanyert Panther harckocsik egy részéből műszaki-mentő változatokat építettek, de voltak új gyártású Bergepantherek is. Erre felhasználták mindhárom alapváltozat alvázát is. A sérült harckocsik tornyát eltávolították és egy nyitott felépítménnyel helyettesítették, ami egy csörlőnek adott helyet. A Bergepanther hátsó részére egy nagyméretű talptámaszt építettek, ami további stabilitást adott a csörlőjét használó járműnek. A jármű elülső részére pedig nyitott beépítéssel helyeztek el egy 7,92 mm űrméretű gépkarabélyt, amely önvédelmi célokat szolgált az ellenséges gyalogsággal szemben. 1944 nyarán lépett szolgálatba, a Wehrmacht nehézharckocsi-zászlóaljainál alkalmazták. A háború végéig közel 300 db Bergepanther épült meg a német gyárakban. A Bergepanther a Második világháború legfejlettebb műszaki-mentőjárművének bizonyult.
Technikai adatok: hosszúság: 6,14 m; szélesség: 3,27 m; magasság: 2,71 m; tömeg: 42,2 t; páncélzat: 8-40 mm; személyzet: 5 fő; hatótávolság műúton: 400 km; üzemanyag kapacitás: 1075 liter (a felszabadult hely miatt, több üzemanyagtartállyal rendelkezett) maximális sebesség műúton: 32 km/h; gázlóképesség: 1,7 m; lépcsőmászó képesség: 0,91 m; árokáthidaló képesség: 1,91 m.

### F változat
1944 nyarán kezdődött az Ausf. F változat gyártásának előkészítése. A harckocsin több lényeges változtatást eszközöltek: vastagabb lett a homlokpáncélzat, az új lövegtoronyba (Schumalturm 605) a 7,5 cm-es KwK 44 módosított változatát építették (a tervek a későbbiekben a 8,8 cm-es ágyú alkalmazásával is számoltak). Az ágyút a brünni (Csehszlovákia) Zbrojovka gyár gyártotta volna, és a modernizálást szintén cseh mérnökök végezték. A lövegpajzs hasonlóan lett kialakítva, mint a Tiger II-nél, teljesen új volt a célzó és a távolságmérő optika. A homlokpáncélból eltávolították a géppuskát, és a rádiós-géppuskást egy Sturmgewehr 44 típusú gépkarabéllyal szerelték fel (volt görbített csövű változata is, amellyel a holt teret csökkentették), amellyel a testbe épített két lőállásból tüzelni lehetett. A járművet alkalmassá tették víz alatti átkelésre is (a nyílásokat szükség esetén légmentesen le lehetett zárni). A harckocsiból mindössze 2 darab készült el a háború végéig. A jelentős módosítások miatt nevezték még Panther II-nek is.

## Harci alkalmazás

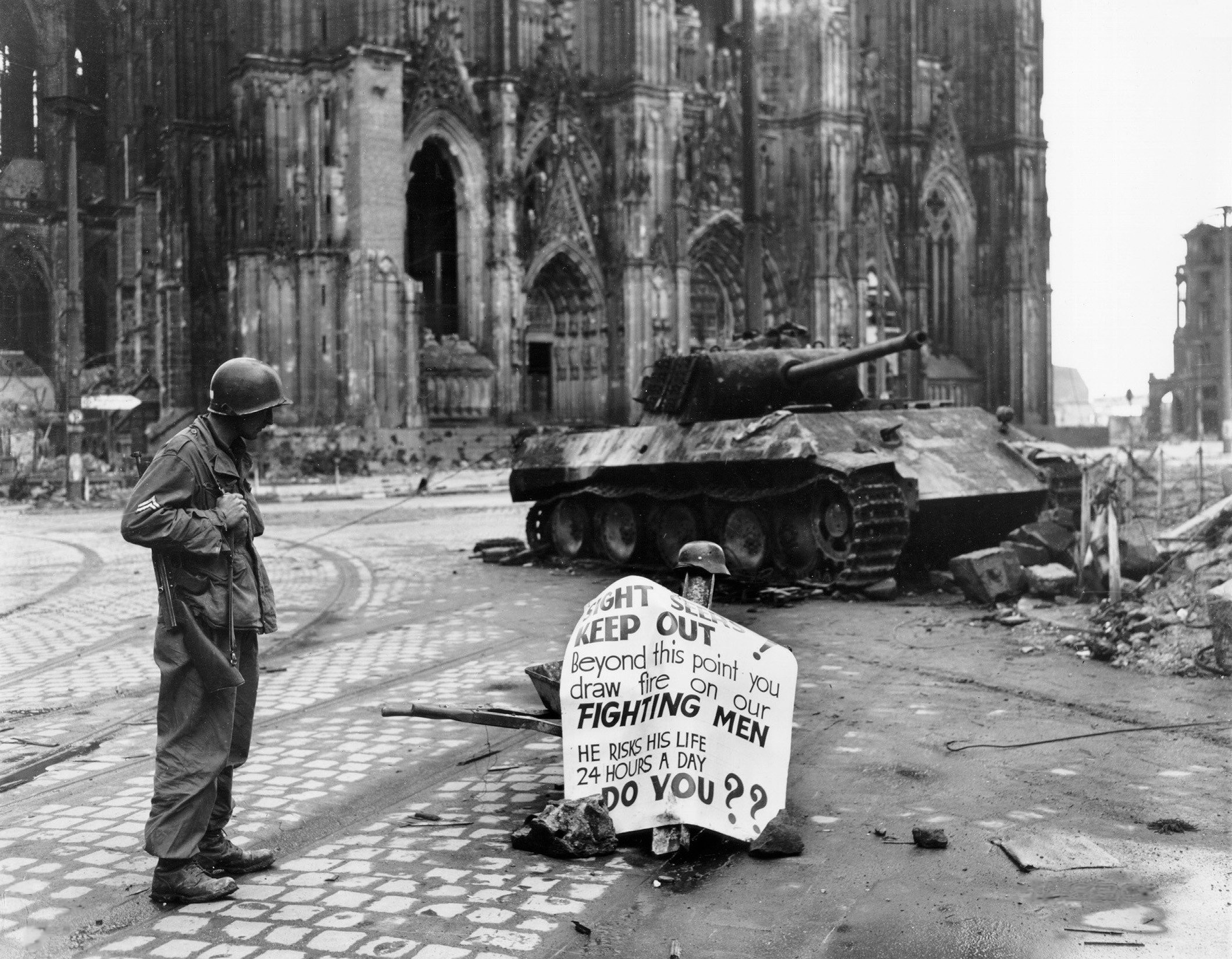
Szétlőtt Panther Ausf. A a kölni dóm előtt 1945. március 6-7-én

A Panther-ek a kurszki csatában debütáltak, nem túl sikeresen: a német offenzíva, majd a szovjet ellentámadás és a német visszavonulás alatt a németek csaknem mindet elvesztették, méghozzá anélkül, hogy a járművek jelentősebben be tudtak volna avatkozni a harcokba.
1943. július 20án 200 Párduccal rendelkeztek a német erők, melyekből:
- 2 kigyulladt
- 41 működőképes volt
- 85 nem működőképes, de az ezred javító egységei képesek voltak kijavítani a hibákat helyileg
- 16 oly súlyosan megsérült, hogy visszaküldték őket Németországba, nagyjavításra
- 56-ot pedig elveszítettek, az 56-ból 49-et sikerült felrobbantani a visszavonulás során, de 7-et elfoglalt az ellenség még mielőtt meg tudták volna azokat semmisíteni

Kurszki csatában elért győzelmek a Párduccal július 19.-én:
- 263 harckocsi
- 144 páncéltörőágyú
- 4 páncélozott jármű
- 60 teherautó

Ezek alapján döntse el mindenki magában, mennyire nem volt effektív a Párduc Kurszknál.
A térségbe összevont kb. 350 db Panthernek mindössze a kétharmada tudott a műveleti területre érni, kb. 120 db műszaki problémák miatt kivonásra került. Újra jelentkeztek a hajtómű- és futóműproblémák, a motor elégtelen hűtése miatt túlmelegedett, a lánctalpak is gyengének bizonyultak és gyakran elszakadtak. A kimentett példányokat visszaküldték a gyárakba alapos átdolgozásra. A módosított változatok (Ausf. A) már jobban szerepeltek. A harckocsit tűzerejének, páncélzatának valamint mozgékonyságának az aránya magasan az átlag fölé emelte és a II. világháború egyik leghatékonyabb harckocsijává tette, a szövetségesek nyomasztó létszámfölénye ellenére. Az amerikai hadsereg statisztikája szerint 1 „Párduc” kilövése 5 db Sherman, vagy 9 db T–34 elvesztésébe került. Gyenge pontjának a meglehetősen vékony oldalpáncélzat bizonyult. A németek ezért a páncélostámadások alkalmával oldalról rohamlövegekkel fedezték a támadó Panther-eket. A háború vége felé jelentős műszaki problémát okozott, hogy a futómű torziós rúdjainak készítéséhez nem mindig állt rendelkezésre megfelelő ötvözőanyag, ezért gyakoriak voltak a rúdtörések.
1944-45-ben több tesztet is végeztek speciálisan felszerelt Panther-eken infravörös képátalakítóval, új típusú hajtóművekkel- Daimler Benz dízelmotorral, illetve BMW Bramo 123 repülőgép-csillagmotorjával. A próbák sok esetben kiválóan sikerültek, de a módosított harckocsik sorozatgyártására és harci bevetésére valószínűleg sohasem került sor (csak infravörös-rendszerrel viszont igen). A Rheinmetal-Borsig, a Krupp és a cseh Škoda is épített egyedi, a korukat messze megelőző Panther-változatokat. A Krupp-projektek közül főleg a Panther-alvázra épült 12,8 cm-es ágyúval felszerelt önjáró löveg volt érdekes, a Rheinmetal-Borsig pedig több, légelhárító ágyúkkal ellátott konstrukcióval is próbálkozott, azonban egyik járművet sem gyártották nagy sorozatban. A Skoda egy 150 mm-es rakéta-sorozatvetőt tervezett a torony helyére, de ez a verzió még a prototípus stádiumot sem érte el.

### Alkalmazásuk amásodik világháborúután
1945 után 50 db Panther teljesített szolgálatot a francia 503e Régiment de Chars de Combat-ban (nehézharckocsi ezred), amelyeket 1950 vége előtt a francia építésű ARL-44 nehézharckocsikkal váltottak fel.
Rövid ideig a Vörös Hadseregben is szolgált néhány Párduc.

## Fennmaradt és kiállított példányok

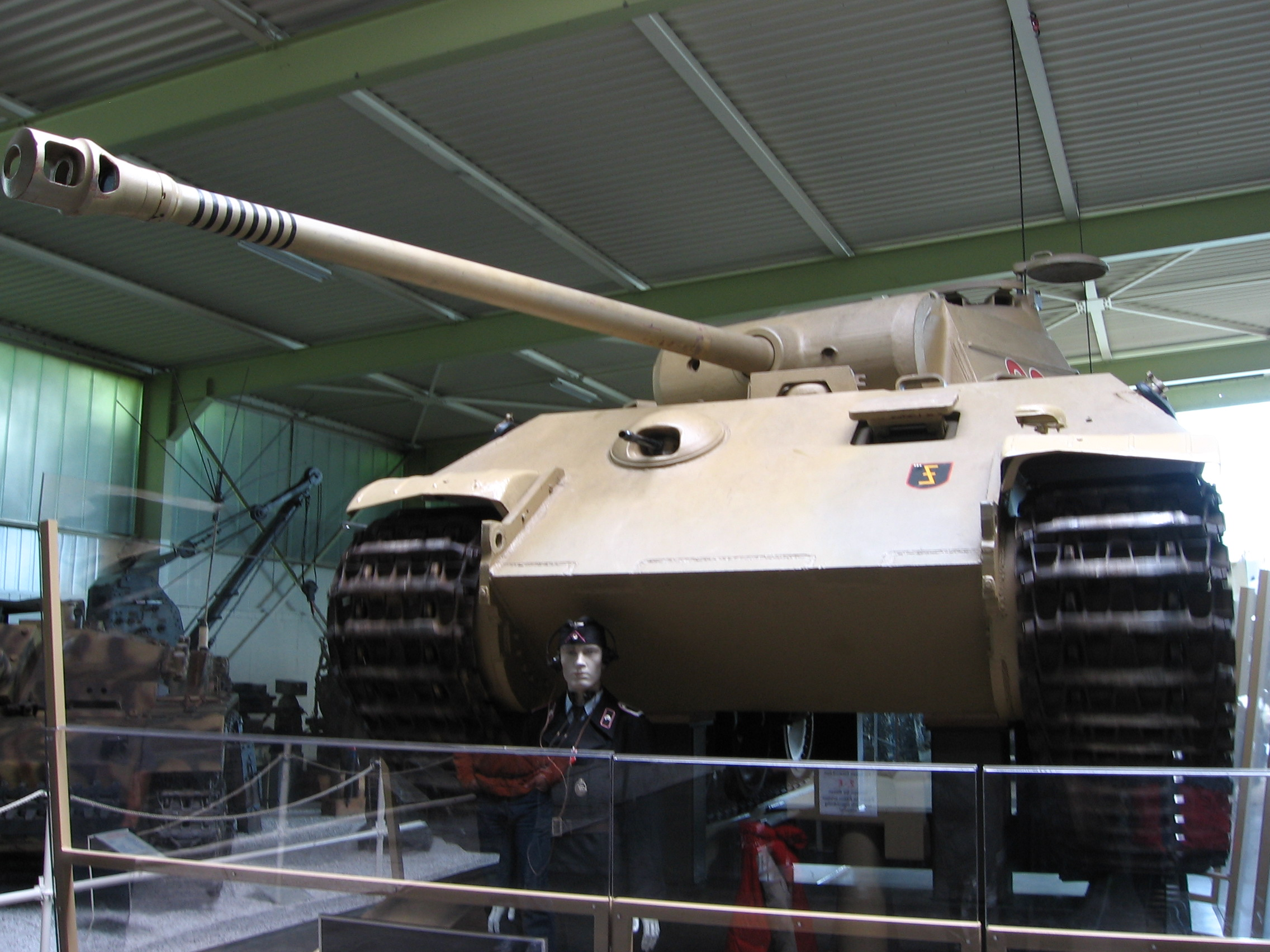
A sinsheimi Panther Ausf. A

Több példány maradt fenn napjainkban, közülük jó pár működőképesen lett restaurálva.
- A holland Overloonban a szabadtéri Holland Háborús- és Ellenállási Múzeumban egy Ausf. G sérült jobb lánctalppal.
- A belgiumi Houffalize-ben, szabadtéri, betontalapzatra állított Ausf. G.
- A szintén belga Manhay-nél egy Ausf. G szabadtéri emlékműként.
- A koblenzi Katona-műszaki tanműhelyben egy Ausf. G FG 1250 típusú infravörös irányzófényszóróval, fedett csarnokban.
- A Munsteri Páncélosmúzeumban egy Ausf. A II01 toronylajstrommal, fedett csarnokban.
- A Sinsheimi Autó- és technikamúzeumban egy Ausf. A, fedett csarnokban
- Az orosz Kubinkai Harckocsi Múzeumban fedett csarnokban.
- Az amerikai aberdeeni (Maryland) múzeumban szabadtéren.
- Az angol Bovingtonban a harckocsimúzeumban fedett csarnokban.
- Egy szabadtéren kiállított D változat a hollandiai  Bredában.

## Galéria

A Panther rajza
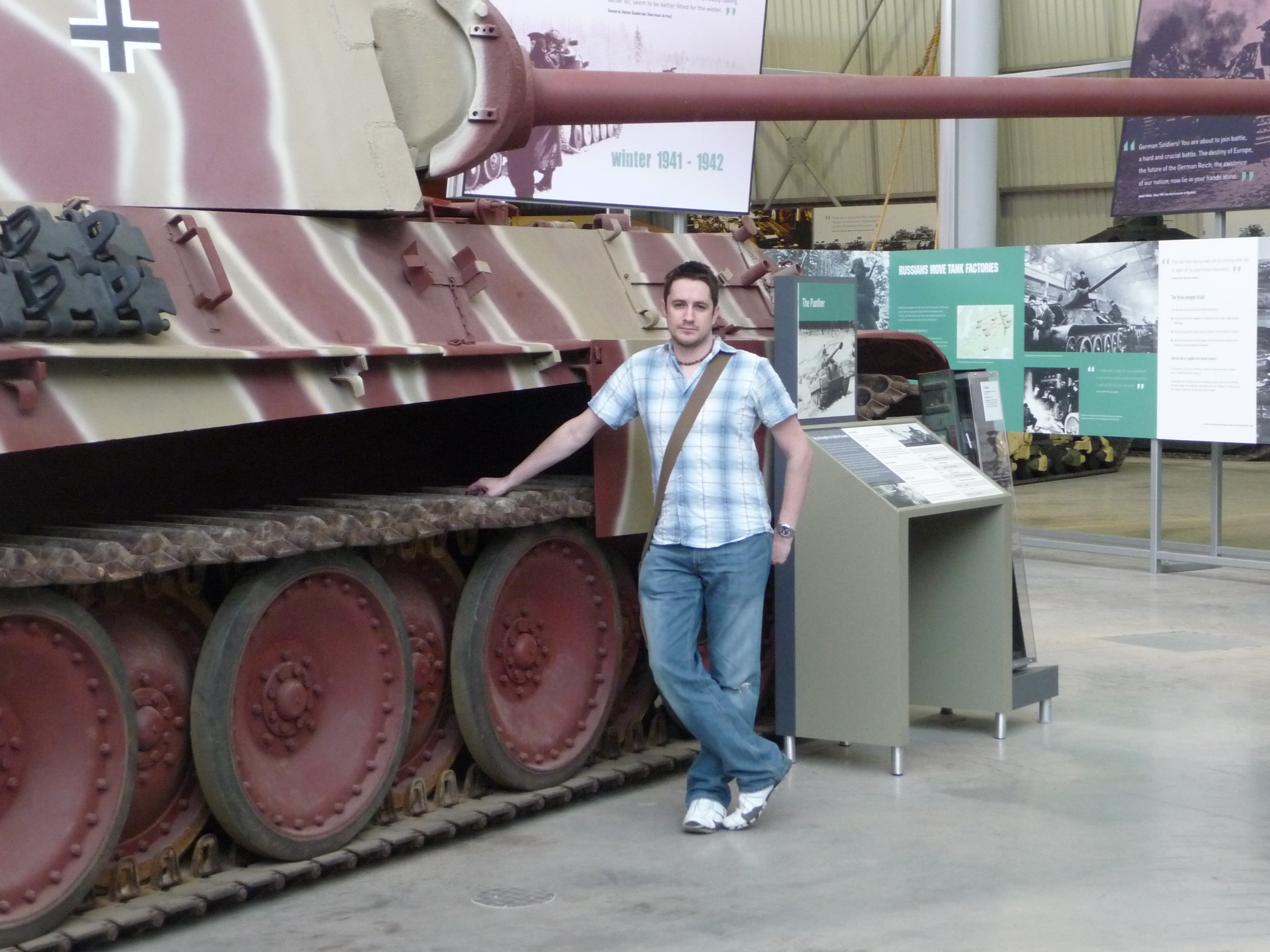
A Panther egy ember mellett
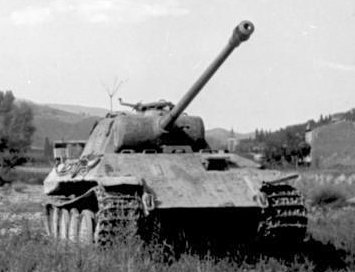
Egy Panther Olaszországban
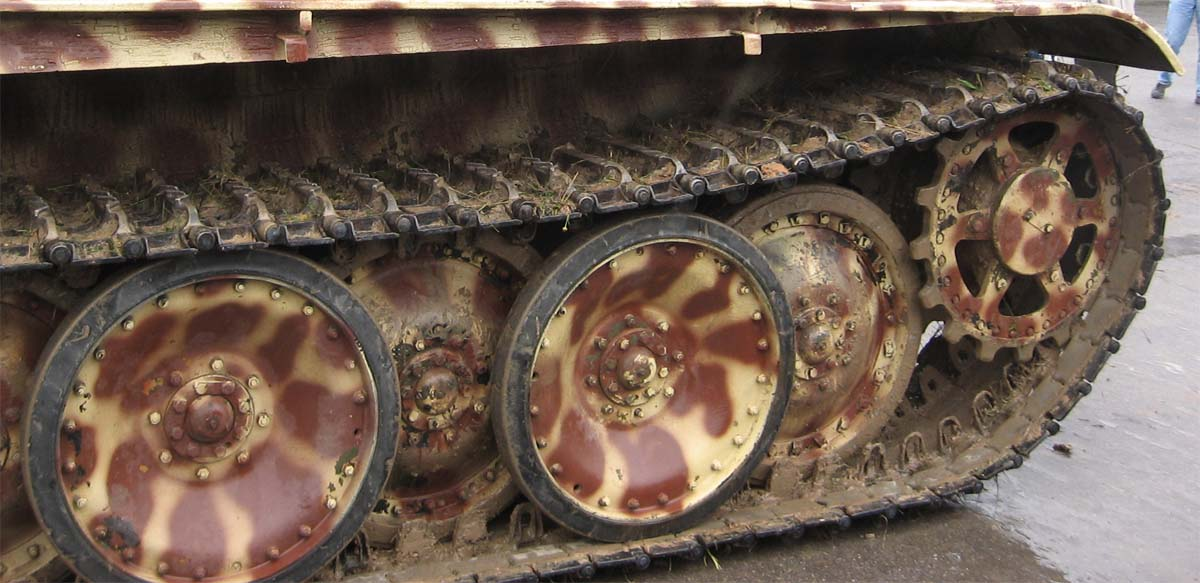
A Panther lánctalpa
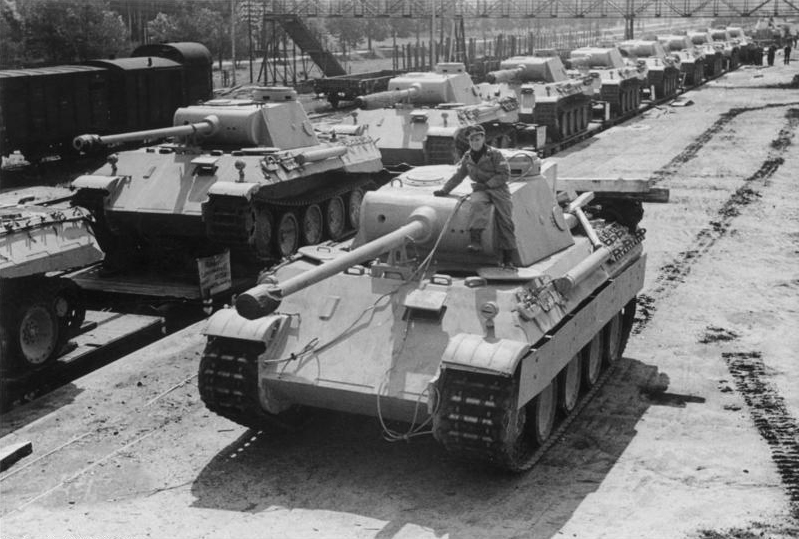
Szállításra kész Panther
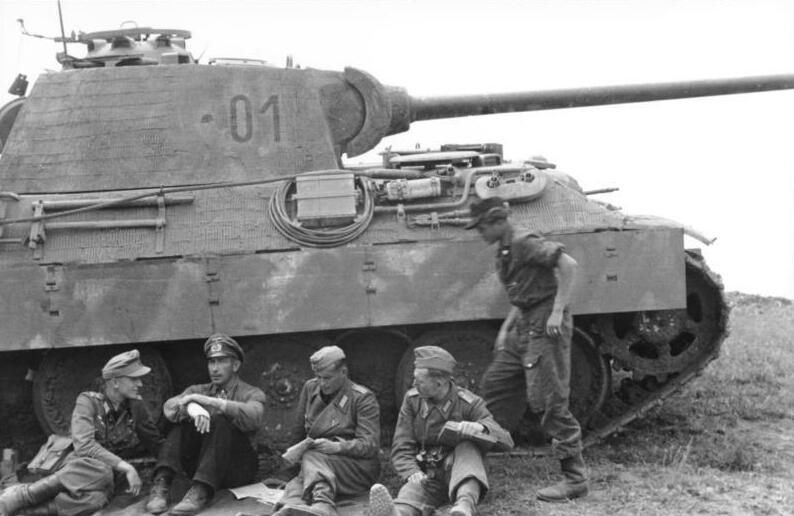
A Panther legénysége pihenőn
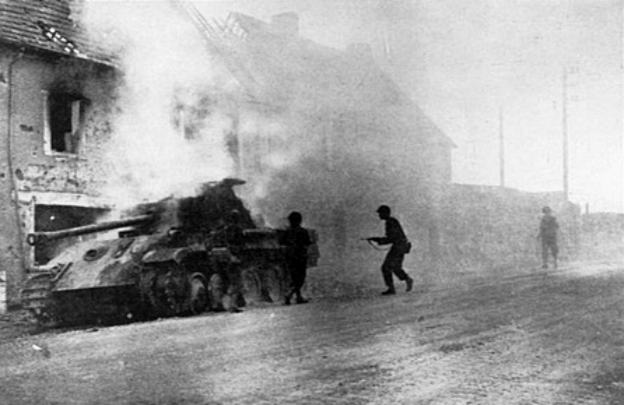
Amerikai katonák egy kigyulladt Panther mellett
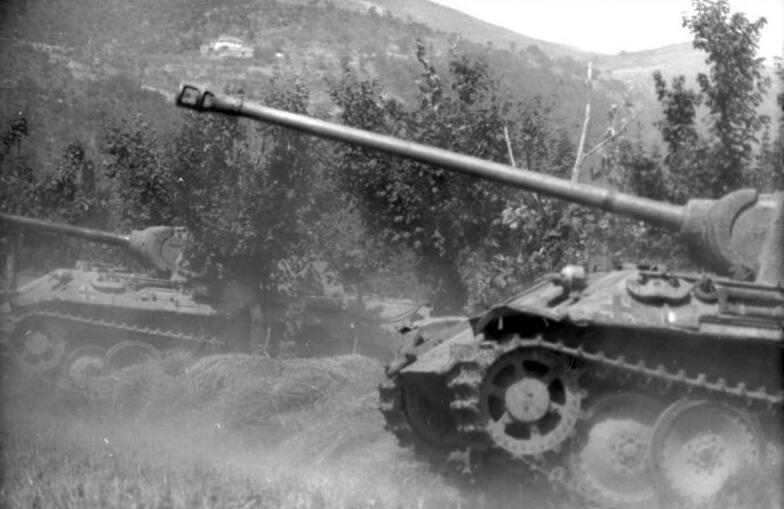
Pantherek törnek előre
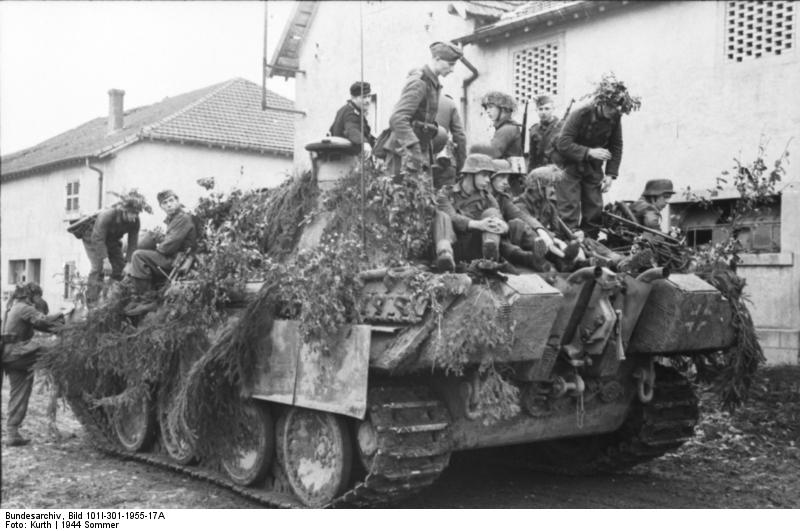
Gyalogosokat szállító Panther
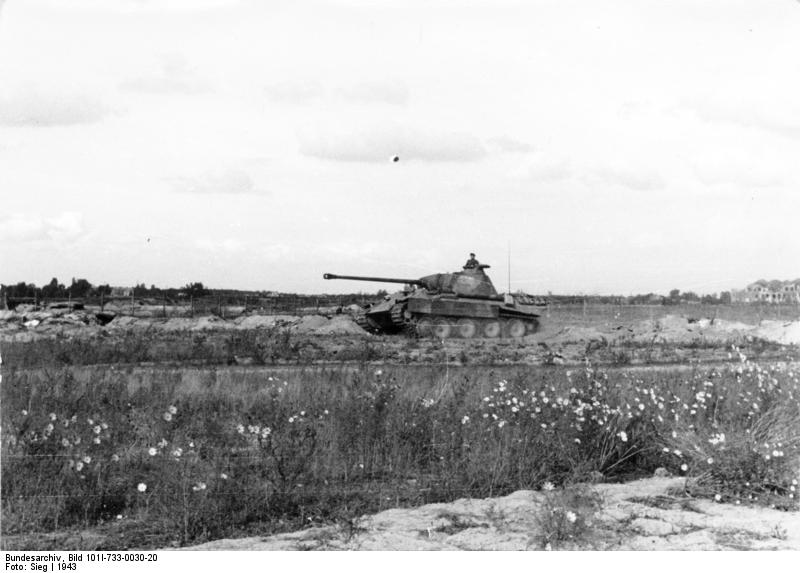
Egy Panther az orosz sztyeppén
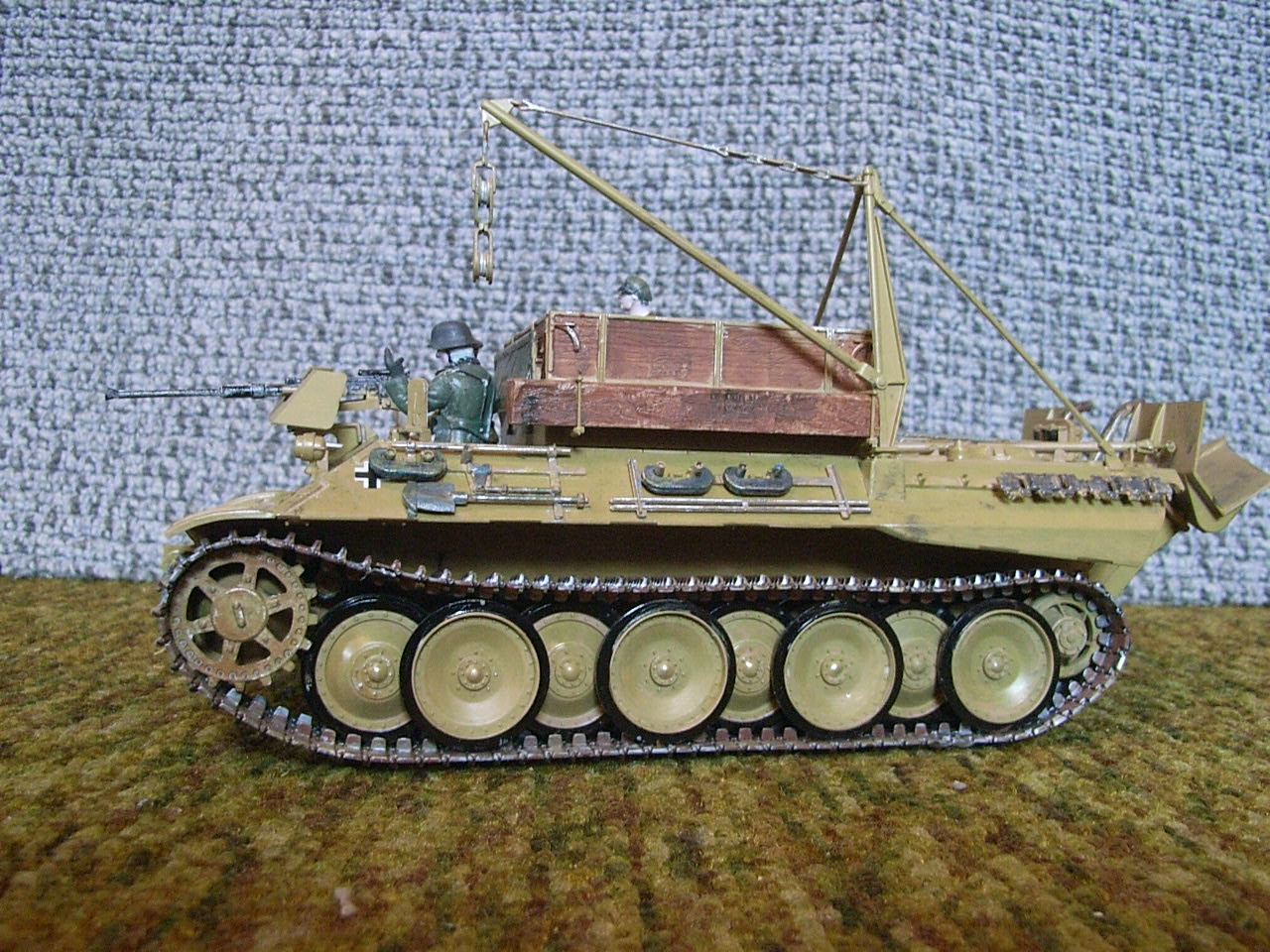
Bergepanther nehézvontató

### Könyvek, monográfiák
- David Greentree: SU-152/ISU-152 vs Tiger

- Tomas Jentz: Germany's Panther Tank: The Quest for Combat Supremacy

- Stephen A. Hart: Panther Medium Tank 1942-1945

- George Forty.szerk.: Reviczky Béla: Tankok világenciklopédiája. Budapest: Athenaeum 2000 Kiadó (2006). ISBN 963-203-131-8
- 4. Panzer Division 1941–1945 (lengyel/angol nyelven). Wydawnictwo Militaria No.123, 53. o. (2000). ISBN 83-7219099-2

### Periodikumok
- A Haditechnika c. folyóirat cikkei:
  - Schmidt László: Sd.Kfz. 171 Pz–V Panther harckocsi. Haditechnika 1998/1, 71–75.
  - Dr. Turcsányi Károly: "Melyik volt a legjobb harckocsi?" – gyakran feltett kérdés, hibás válaszokkal. Haditechnika 2018/5, 70-71.

## Külső hivatkozások
- SZTE Egyetemi könyvtár hadtörténeti gyűjteménye
- panzerkeil.dre
- még több kép a Pantherről
- Matthew Hughes–Chris Mann: A Párduc harckocsi; ford. Halmai Péter; Hajja, Debrecen, 2000 (20. századi hadtörténet. A II. világháború híres harceszközei)
- https://web.archive.org/web/20181226184252/http://english.battlefield.ru/tanks/10-heavy-tanks/19-js-2.html